# Stor-Bölsträsket
Stor-Bölsträsket är en sjö i Piteå kommun i Norrbotten och ingår i Jävreåns huvudavrinningsområde. Sjön har en area på 0,0581 kvadratkilometer och ligger 31 meter över havet.

## Delavrinningsområde
Stor-Bölsträsket ingår i det delavrinningsområde (724339-176472) som SMHI kallar för Mynnar i Jävreån. Medelhöjden är 36 meter över havet och ytan är 10,31 kvadratkilometer. Räknas de 4 avrinningsområdena uppströms in blir den ackumulerade arean 37,45 kvadratkilometer. Lillån som avvattnar avrinningsområdet har biflödesordning 2, vilket innebär att vattnet flödar genom totalt 2 vattendrag innan det når havet efter 3,8 kilometer. Avrinningsområdet består mestadels av skog (77 procent). Avrinningsområdet har 0,42 kvadratkilometer vattenytor vilket ger det en sjöprocent på 4,1 procent.